# TOKYO WONDER BOYS
『TOKYO WONDER BOYS』（トーキョーワンダーボーイズ）は、原作：下山健人、作画：伊達恒大による日本の漫画作品。『週刊少年ジャンプ』（集英社）にて、2014年14号から同年24号まで連載された。

## 登場人物

### 主要人物
南條 壱丸（なんじょう いちまる）
西ヶ丘高校のサッカー部に所属している男子高校生。SA西ヶ丘の塩谷が彼の素質にほれ込み、樋本究児のバーターとして、「特別指定選手」の扱いでの入団をすることになった。
樋本 究児（ひのもと きゅうじ）
聖京学園のサッカー部に所属している男子高校生。圧倒的なフィジカルを誇る超高校級のプレイヤーで、空中戦ではすでに国内トップレベルの実力。

### SA西ヶ丘
塩谷（しおや）
SA西ヶ丘の監督を務めている男性。南條壱丸と樋本究児を「特別指定選手」枠として入団させようとする。

## 書誌情報
- 下山健人（原作）・伊達恒大（作画）『TOKYO WONDER BOYS』集英社〈ジャンプ・コミックス〉、2014年7月4日発売[3]、ISBN 978-4-08-880158-2